# Eisbergmodell (Literatur)
Das Eisbergmodell (engl.: Iceberg Theory) ist ein erzähltheoretischer Ansatz, der auf den Schriftsteller Ernest Hemingway zurückgeht.
In einer vielzitierten Passage verwendet Hemingway in Death in the Afternoon (dt. Tod am Nachmittag) das Bild eines Eisbergs, um seine Vorstellung von der Kunst des Weglassens und der erzählerischen Kürze zu verdeutlichen:

„Wenn ein Prosaschriftsteller genug davon versteht, worüber er schreibt, so soll er aussparen, was ihm klar ist. Wenn der Schriftsteller nur aufrichtig genug schreibt, wird der Leser das Ausgelassene genauso stark empfinden, als hätte der Autor es zu Papier gebracht. Ein Eisberg bewegt sich darum so anmutig, da sich nur ein Achtel von ihm über Wasser befindet.“

Der eigentliche, tiefergehende oder symbolische Bedeutungsgehalt einer kunstvoll aufgebauten Erzählung liegt demzufolge größtenteils im Verborgenen und muss vom Leser durch dessen eigene Vorstellungskraft oder Erfahrung aktiv erschlossen werden.
Nach Hemingway verstärken die auf der Oberflächenebene des Textes ausgesparten Informationen das Fundament des Eisbergs (und damit die Aussage der Geschichte). Die erzählte Handlung dient dazu, einen Subtext zu erschaffen. Auf der sprachlichen Ebene entspricht dem Eisberg-Modell Hemingways ein syntaktisch und lexikalisch einfacher, lakonischer Erzählstil, der dennoch Präzision in der Wortwahl aufweist.